# Muhammed Demirci
Muhammed Demirci (Göynücek, 3 januari 1995) is een Turks betaald voetballer die bij voorkeur in de middenveld speelt. Hij tekende in oktober 2010 een driejarig contract bij de Turkse topclub Beşiktaş JK. Hij maakte zijn competitiedebuut in de Süper Lig op 1 april 2012 tegen Samsunspor. Na 80 minuten werd hij vervangen door de Oostenrijker Veli Kavlak.
Demirci komt van de jeugdvoetbalploeg van Beşiktaş JK, hij speelde eerder voor Beşiktaş Özkaynak.